# Dinko Trebotić
Dinko Trebotić (ur. 30 lipca 1990 w Splicie) – chorwacki piłkarz grający na pozycji pomocnika w NK Slaven Belupo.

## Kariera klubowa
Wychowanek Hajduka Split. W pierwszej drużynie tego klubu zadebiutował 5 października 2008 w przegranym 0:1 meczu z Croatią Sesvete. Zimą 2009 został wypożyczony do Junaka Sinj, natomiast sezon 2009/2010 spędził na wypożyczeniu w NK Rudeš. W lutym 2012 został wypożyczony do NK Zagreb. W sierpniu 2012 przeszedł do Lokomotivy Zagrzeb. W czerwcu 2014 podpisał czteroletni kontrakt z Videotonem. W lipcu 2016 podpisał trzyletni kontrakt z Bene Jehuda Tel Awiw. W lutym 2017 podpisał kontrakt na sezon 2017 z Fredrikstad FK. W lipcu 2017 podpisał dwuletni kontrakt ze Slavenem Belupo.

## Kariera reprezentacyjna
W latach 2010–2013 wystąpił w 6 spotkaniach reprezentacji Chorwacji do lat 21.

## Życie osobiste
Żonaty, ma jedno dziecko.